# Шобоково
Шобо́ково (рос. Шобоково) — присілок у складі Ярського району Удмуртії, Росія.

## Населення
Населення — 30 осіб (2010, 34 у 2002).
Національний склад станом на 2002 рік:
- удмурти — 94 %